# Британська Індія в Першій світовій війні
Британська Індія вступила в Першу світову війну одночасно з Великою Британією, яка 4 серпня 1914 року оголосила війну Німеччині. Індійські війська брали участь в бойових діях в Європі, Середземномор'ї, Африці та на Близькому Сході.
В ході війни в Індії було мобілізовано 1 440 437 осіб, близько 1 000 000 індійських військовослужбовців були відправлені за межі Британської Індії, з яких 64 449 особи загинули , 128 000 - були поранені і 11 264 - потрапили в полон.
Індійська армія воювала проти німецьких військ на Західному фронті, в Східній Африці. Також індійські війська брали активну участь в бойових діях в Єгипті і в Месопотамії проти військ Османської імперії  . У 1914 році армія Британської Індії була найчисленнішою добровільної армією в світі (240 000 військовослужбовців).

## Вступ у війну і мобілізація
Хоча військові дії не торкнулися безпосередньо Індію, світова війна справила величезний вплив на її розвиток. Індія стала основним колоніальним тилом, спираючись на який, Англія брала участь у війні.
Військову політику Британії активно підтримала індійська буржуазія. Війна обіцяла їм величезні матеріальні вигоди. Крім того, підтримуючи військові зусилля Британської імперії, індійська «еліта» розраховувала домогтися від нього певних політичних і економічних поступок.
Співпраця національної буржуазії полегшило для англійської влади мобілізацію і широке використання людських і матеріальних ресурсів Індії у війні. У деяких районах в армію забирали всіх працездатних чоловіків в родині. Індійці билися на багатьох фронтах в Європі, Азії та Африці . Британська колоніальна влада мобілізувала індійських робітників, які прямували на військові роботи у Францію, окуповані англійськими військами райони Месопотамії і в інші країни. Індія постачала зерном англійські армії, що знаходилися в Азії і Африці. Всі індійські війська, що діяли на фронтах, билися і фінансувалися за рахунок населення Індії.

## Участь в бойових діях

### Індійські експедиційні війська А

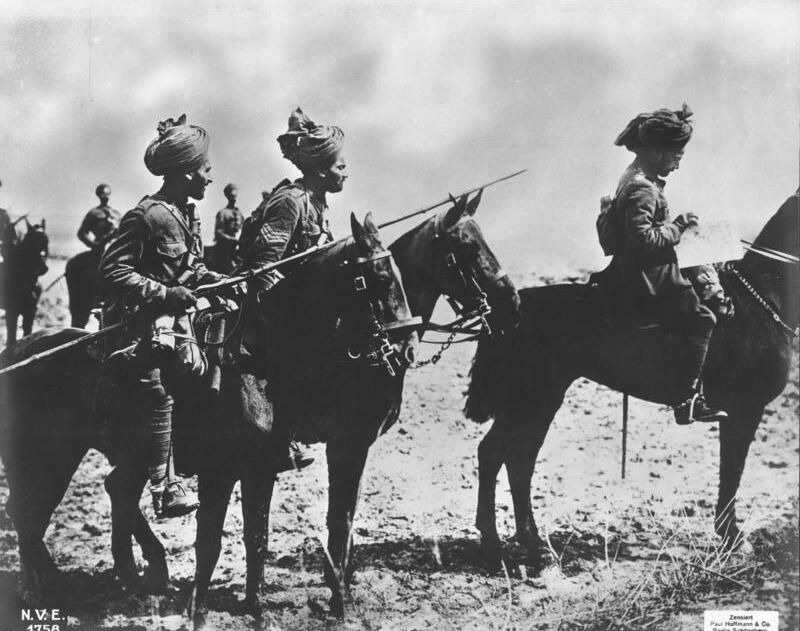
Індійські кавалеристи на Західному фронті, 1914

Після початку Першої світової війни індійське командування змогло відправити для бойових дій 2 кавалерійські і 2 піхотні дивізії. З цих чотирьох дивізій були сформований «Індійський експедиційний корпус А» під командуванням генерал-майора Джеймса Уіллкокс . 30 вересня 1914 року ці підрозділи прибули в Марсель. Індійські війська були направлені на ділянку фронту у Іпра. В кінці 1914 року індійці брали участь в боях при Ла Басса .
У березні 1915 року індійська дивізія брала участь у наступ при Нев-Шапель. Індійські війська, не встигнувши звикнути до нових гвинтівок Lee-Enfield, не маючи власної артилерії, а також погано адаптуючись до континентального європейського клімату, не були боєздатними частинами. Крім цього, в індійських підрозділах не було достатньої кількості офіцерів, які знають хінді. Загальний низький бойовий дух індійців привів до того, що восени 1915 року всі індійські піхотні підрозділи були перекинуті з Франції в Єгипет . Після виведення піхотних підрозділів на Західному фронті залишилися дві індійські кавалерійські дивізії. В основному вони перебували в резерві, чекаючи прориву позиційного фронту. Однак в 1916 році вони брали активну участь в битві на Соммі. У березні 1918 року вони також були перекинуті до Єгипту. 
З 130 000 індійців, що служили на Західному фронті, загинули близько 9 000 чоловік  .

### Індійські експедиційні війська B
У 1914 році губернатор Британської Східної Африки запросив допомоги для боротьби з німецькими колоніальними військами з Німецької Східної Африки . Було прийнято рішення про формування «Індійського експедиційного корпусу В» для відправки його на боротьбу з німецькими військами в Східній Африці. «Експедиційні війська В» складалися з: однієї піхотної дивізії, двох піхотних бригад, інженерних підрозділів та підрозділів гірської артилерії  .
Індійські війська під командуванням генерал-майора Артура Ейткена висадилися в Танге 2 - 3 листопада 1914 року. Завданням індійського корпусу було вторгнення в Німецьку Східну Африку біля озера Танганьїка . Після висадки між індійськими військами і німецькими військами під командуванням Леттов-Форбека сталося бій при Танге . В ході бою нечисленні німецькі війська змогли нанести ураження індійським військам, а останні втратили 359 чоловік убитими і 148 полоненими  .

### Індійські експедиційні війська C

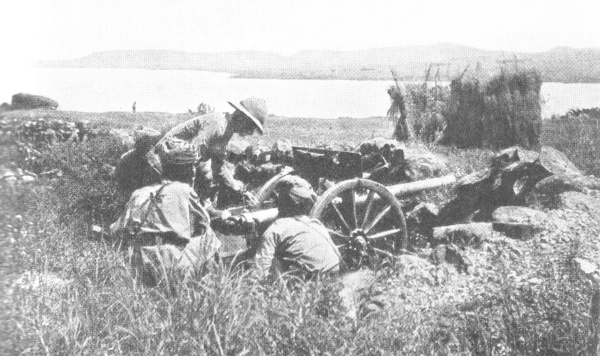
Індійське гірське знаряддя в бою, Східна Африка

«Індійський експедиційний корпус С» був сформований також для дій в Східній Африці. До складу «експедиційних військ С» входили: одна піхотна бригада, п'ять піхотних батальйонів, 29-й піхотний полк і різні формування добровольців з різних індійських князівств.
Після прибуття в Момбасу індійські війська взяли участь в охороні залізниці в Уганді . 3 листопада 1914 року індійські війська беруть участь в битві при Кіліманджаро . В ході бою індійський полк потрапив під перекрёсіний вогонь німецьких військ і зазнали суттєвих втрат. В результаті індійські війська відступили, втративши 312 чоловік і не добившись поставлених завдань  .

### Індійські експедиційні війська D

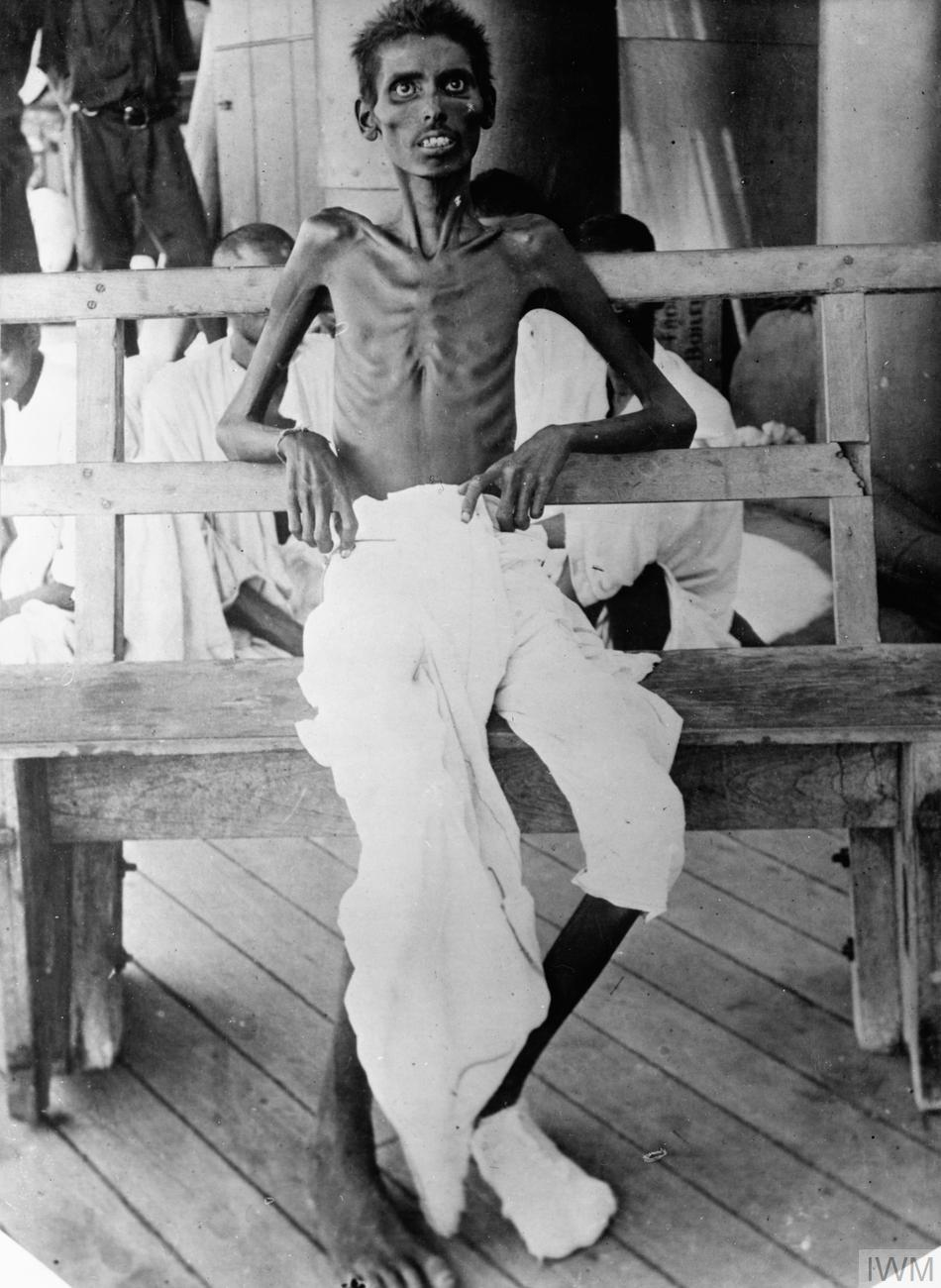
Індійський солдат, який пережив облогу Ель-Кута

Найбільша індійська армія, відправлена за кордон країни була сформована для бойових дій в Месопотамії під командуванням генерала Джона Ніксона  . Перші індійські підрозділи були відправлені в Месопотамію в листопаді 1914 року з метою захисту британських нафтових вишок в районі Басри . Після початку перших боїв в Месопотамії проти турецьких військ індійські війська під командуванням Артура Барретта, а потім Чарльза Таусенда взяли Басру  і просунулися вглиб Месопотамії. Однак в листопаді 1915 року індійські війська зазнали поразки під Ктесофоном через матеріально-технічних труднощів.
Після цього індійський війська відступили до міста Ель-Кут і османські війська взяли в облогу його . З січня по березень 1916 року індійські війська спробували кілька разів зняти облогу, однак всі спроби виявилися безуспішними. У квітні 1916 року британсько-індійський гарнізон був змушений капітулювати через брак продовольства і епідемій. В османський полон потрапили 9 000 індійських військовослужбовців.
Після цього на Месопотамський фронт прибули додаткові індійські підрозділи і новий командувач Стенлі Мод . Після цього індійські війська почали новий наступ і в березні 1917 року захопили Багдад . Після цього індійські війська брали участь в заключних боях на Месопотамському фронті до підписання Мудросского перемир'я  .
Месопотамська кампанія стала головним фронтом для індійської армії в Першій світовій війні. Основну частину британських військ в Месопотамії становили індійські підрозділи. В ході бойових дій в Месопотамії 11 012 індійських військовослужбовців були вбиті, 3985 людей померли від ран, 12 678 осіб померли від хвороб, 13 492 чоловік потрапили в полон і пропали безвісти, і 51 836 людей отримали поранення  .

### Індійські експедиційні війська Е

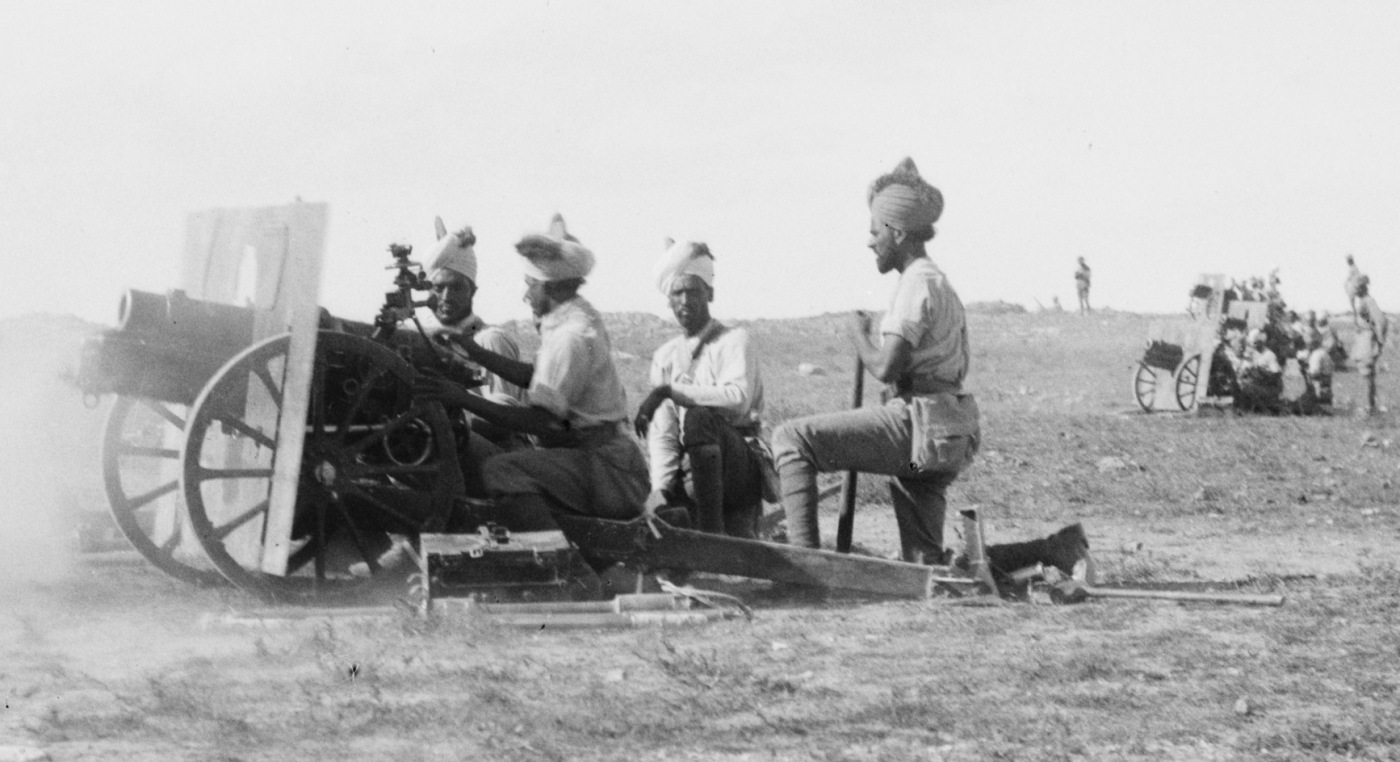
Індійські артилеристи у Єрусалима, 1917 рік

«Індійський експедиційний корпус E» був утворений на початку 1918 року після того як в Палестину з Західного фронту були перекинуті дві індійські кавалерійські дивізії. До цих двох дивізіям також були приєднані кавалерійська бригада в складі трьох уланських полків з князівств Хайдарабад, Майсур і Джодхпур  . 3-тя і 7-я піхотні дивізії були переведені на палестинський фронт з Месопотамії.
Крім цього 36 батальйонів індійської армії були відправлені на допомогу англійським військам. До складу 10-ї, 53-й, 60-й і 75-й англійських піхотних дивізій  .

### Індійські експедиційні війська F
У 1914 році в Єгипті були сформовані «Індійські експедиційні війська F», що складаються з 10-ї і 11-ї індійських піхотних дивізій  . Завданням цієї групи військ був захист Суецького каналу від турецьких військ. У січні - лютому 1915 року індійські підрозділи спільно з іншими британськими військами відбивали наступ османських військ на Суецький канал. У 1915 році була розформована 11-а піхотна дивізія, а в 1916 році 10-а дивізія також піддавалася розформуванню і відправці на інші фронти  .

### Індійські експедиційні війська G
У квітні 1915 року «Індійські експедиційні війська G» були відправлені на півострів Галліполі для участі в Дарданелльской операції  . На Галліполі воювала 29-я індійська бригада, яка брала участь у другій і третій битвах за Кріт . Пізніше, бригада взяла участь в боях при Сарі-Баїр при підтримці військово-морського флоту . Однак як і всі союзні війська, так і індійська бригада терпіла невдачі під час боїв на Галліполі. В ході боїв за Сарі-Баїр, 29-а бригада була змушена відійти на вихідні позиції, зазнавши важких втрат. Після цього бригада була переведена в Єгипет  . За час Дарданелльской операції втрати 29-ї бригади склали +1358 убитих і 3421 поранених  .

## Ситуація в Індії

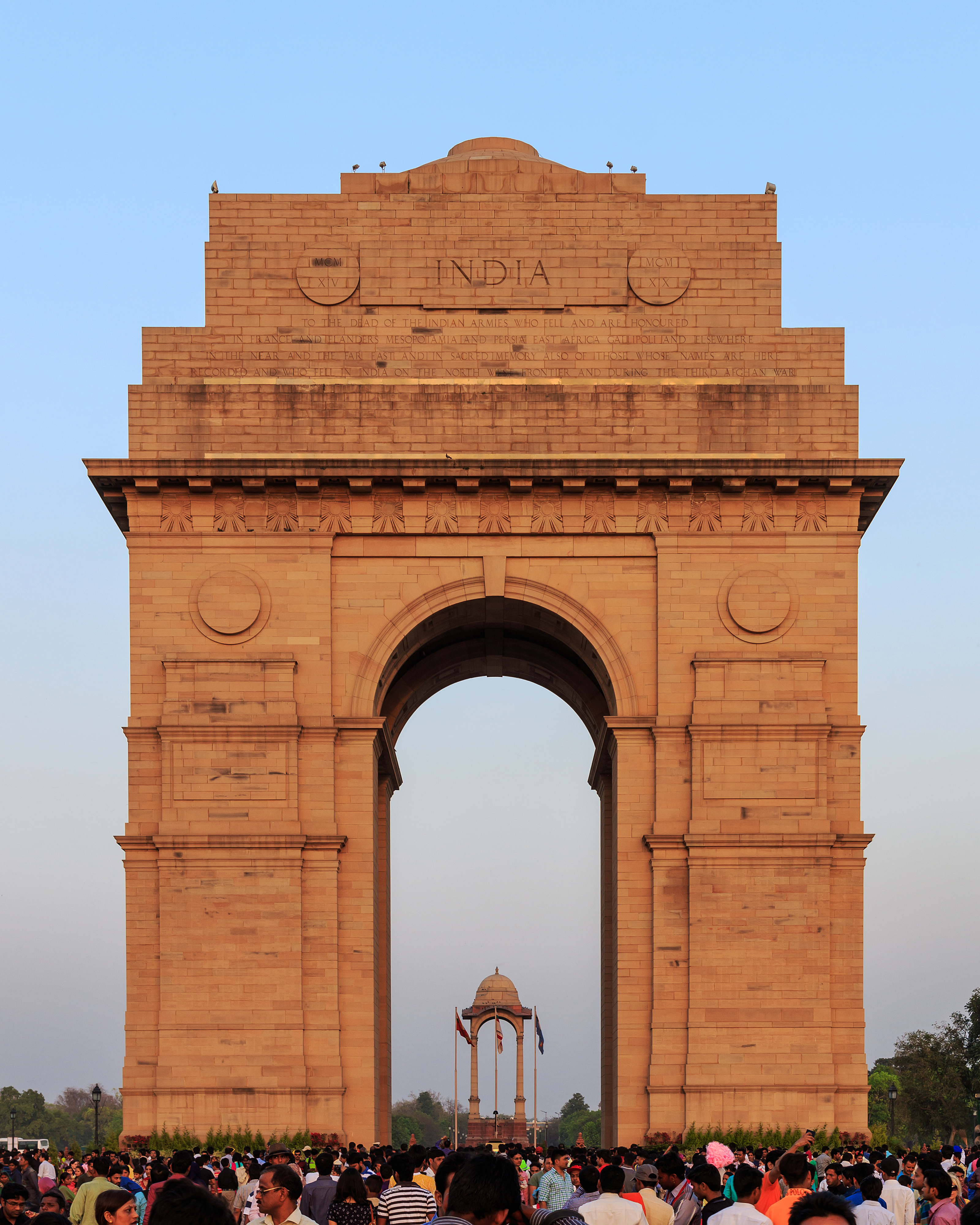
Ворота Індії - монумент в пам'ять про індійських солдатів, загиблих в роки Першої світової війни

Починаючи з 1916 року, британські колоніальні влади в особі віце-короля лорда Челмсфорда оголосили про поступки вимогам індійців; ці поступки включали в себе призначення індійців на офіцерські посади в армії, присвоєння князям нагород і почесних титулів, скасування вкрай дратував індійців акцизу на бавовну. У серпні 1917 року держсекретар у справах Індії Едвін Монтегю оголосив метою Британії поетапне формування в Індії «відповідального уряду як невід'ємної частини Британської імперії».
До кінця війни більшість військ були передислоковані з Індії в Месопотамію і Європу, що викликало занепокоєння місцевих колоніальних властей. Почастішали заворушення, а британська розвідка відзначала безліч випадків співпраці з Німеччиною . У 1915 році був прийнятий Закон про оборону Індії, який на додаток до Закону про пресу 1910 року, дозволив переслідувати політично небезпечних дисидентів, зокрема, відправляти журналістів до в'язниці без суду, і здійснювати цензуру.
У 1917 році комітет під головуванням британського судді Роулата розслідував причетність німців і російських більшовиків до спалахів насильства в Індії. Висновки комісії були представлені в липні 1918 року, і виділили три райони: Бенгалія, бомбейська президентство, і Пенджаб . Комітет рекомендував розширити повноваження влади в умовах воєнного часу, ввести суди з трьох суддів, без суду присяжних, ввести урядовий нагляд над підозрюваними, і дати повноваження місцевим властям заарештовувати і затримувати підозрюваних на короткі терміни без суду.
Кінець війни викликав також економічні зміни. До кінця 1919 року в війні брало участь до 1,5 млн індійців. Податки зросли, а ціни в період 1914-1920 років подвоїлися. Демобілізація з армії посилила безробіття, в Бенгалії, Мадрасі та Бомбеї пройшли голодні бунти.
Уряд вирішив втілити в життя рекомендації комітету Роулата у вигляді двох законів ( « биллей Роулата »), однак при голосуванні в Імперському законодавчому раді все його індійські депутати проголосували проти. Британцям вдалося провести урізану версію першого білля, дозволяв владі позасудові переслідування, але терміном лише на три роки, і тільки проти «анархічних і революційних рухів». Другий білль був цілком переписаний у вигляді поправок до Кримінального кодексу Індії. Проте, в Індії спалахнуло сильне обурення, яке вилилося в різанину в Амрітсарі, і вивело на передній край націоналістів Махатми Ганді .
У грудні 1919 року був прийнятий Закон про уряд Індії. Імперський і провінційні законодавчі ради були розширені, і скасовано притулок виконавчої влади при проходженні непопулярних законів у вигляді «офіційної більшості».
Такі справи, як оборона, карний розшук, іноземні справи, зв'язок, збір податків залишилися у веденні віце-короля і центрального уряду в Нью-Делі, тоді як охорона здоров'я, оренда землі, місцеве самоврядування були передані в провінції. Такі заходи полегшили індійцям можливість брати участь в держслужбі, і отримувати офіцерські посади в армії.
Виборче право індійців було розширено на національному рівні, але число індійців з правом голосу склало всього лише 10% від дорослого чоловічого населення, причому багато хто з них були неграмотні. Британська влада займалися маніпуляціями; так, більше місць в законодавчих радах отримували представники сіл, більше симпатизували колоніальним властям, ніж городяни. Окремі місця резервувалися для не-брахманів, землевласників, бізнесменів, випускників коледжів. Відповідно до принципу «общинного представництва» місця резервувалися окремо для мусульман, сикхів, індуїстів, індійських християн, англо-індійців, що проживали в Індії європейців, в Імперському і провінційних законодавчих рад.
У 1935 році британський парламент заснував в Індії законодавчі асамблеї, в 1937 році Бірма була відокремлена від Британської Індії, ставши окремою коронною колонією . У тому ж році були проведені загальнонаціональні вибори в провінційні асамблеї, на яких Конгрес виграв в 7 з 11 провінцій. Крім того, згідно із законом 1935 року Бірма повинна була виплатити індійському колоніальному уряду борг в розмірі 570 млн рупій, який включав в себе витрати на підкорення Бірми, на будівництво залізниць і т. д.

## Наслідки
Перша світова війна мала важливі наслідки для Індії. Міжнародне становище Індії після війни стало зовсім іншим, ніж до початку світового конфлікту. Важлива роль, яку відігравала індійська армія, змінила відносини Великої Британії та Індії. У 1920-ті роки Індія стала членом Ліги Націй, а в 1920 році індійські спортсмени брали участь в Олімпійських іграх в Антверпені  . Розуміючи зрослий авторитет Індії в світі, національні індійські політики стали вимагати розширення місцевого самоврядування в країні  .